# Gustavo Costa
Gustavo Costa (1959 – Luanda, 19 de Agosto de 2022) foi um jornalista angolano. Foi distinguido pelo seu trabalho com o Prémio Nacional de Jornalismo e com o Prémio Maboque de Jornalismo, sendo considerado "uma lenda" do jornalismo angolano.

## Vida
Nasceu em 1959, iniciando-se no jornalismo na década de 1970 no Jornal de Angola. Colaborou com o Jornal Desportivo Militar, o semanário Angolense, Record, Folha 8, e Novo Jornal, periódico do qual foi diretor geral.
Em 1989 iniciou a colaboração com o jornal português Expresso, sendo seu correspondente em Luanda, Angola.
Foi distinguido pelo seu trabalho com o Prémio Nacional de Jornalismo e com o Prémio Maboque de Jornalismo.
Sofria de insuficiência renal, fazendo hemodiálise desde 2019 em Luanda, onde residia.
Em agosto de 2022, foi infetado por Covid-19, sendo internado devido a ser doente de alto risco. Teve alta hospitalar prevista para 17 de agosto, o que não se concretizou por continuar a testar positivo à Covid-19. No mesmo dia, durante uma sessão de hemodiálise, sofreu um grave acidente vascular cerebral, vindo a falecer menos de 24 horas depois, a 19 de agosto de 2022. Contava 63 anos.
Manuel da Conceição Homem, ministro das Telecomunicações, Tecnologias, Tecnologias de Informação e Comunicação Social de Angola, lamentou a sua “morte inesperada e prematura” afirmando que deixa “um enorme vazio na prática jornalística nacional”.
Era pai de cinco filhos, entre os quais Sílvio, Tiago e Joacyr, e foi irmão do também jornalista Luís Costa.